# Can-linn
Can-linn es un grupo de música irlandesa que representó a su país en el Festival de Eurovisión 2014 en Copenhague, Dinamarca, junto con la cantante Kasey Smith. "Can-linn" se deriva del irlandés "cantar juntos".

## Discografía

### Singles
| Año  | Título                              | Posiciones en las listas | Álbum            |
| Año  | Título                              | IRE                      | Álbum            |
| ---- | ----------------------------------- | ------------------------ | ---------------- |
| 2014 | "Heartbeat" (featuring Kasey Smith) | 41                       | Non-album single |